# Scheidsrechter van het Jaar
Scheidsrechter van het Jaar is een trofee van L'Avenir, Het Nieuwsblad en de Pro League. Deze prijs wordt al sinds 1984 uitgereikt aan de beste scheidsrechter van het afgelopen voetbalseizoen.
Recordhouder is Marcel Van Langenhove, hij won de trofee 8 keer op rij.
| Jaar | Winnaar                                       | Nationaliteit                                 |
| ---- | --------------------------------------------- | --------------------------------------------- |
| 1984 | Marcel Van Langenhove                         | Belg                                          |
| 1985 | Marcel Van Langenhove                         | Belg                                          |
| 1986 | Marcel Van Langenhove                         | Belg                                          |
| 1987 | Marcel Van Langenhove                         | Belg                                          |
| 1988 | Marcel Van Langenhove                         | Belg                                          |
| 1989 | Marcel Van Langenhove                         | Belg                                          |
| 1990 | Marcel Van Langenhove                         | Belg                                          |
| 1991 | Marcel Van Langenhove                         | Belg                                          |
| 1992 | Alphonse Constantin                           | Belg                                          |
| 1993 | Alphonse Constantin                           | Belg                                          |
| 1994 | Guy Goethals                                  | Belg                                          |
| 1995 | Guy Goethals                                  | Belg                                          |
| 1996 | Guy Goethals                                  | Belg                                          |
| 1997 | Frans Van Den Wijngaert                       | Belg                                          |
| 1998 | Frans Van Den Wijngaert                       | Belg                                          |
| 1999 | Frans Van Den Wijngaert                       | Belg                                          |
| 2000 | Frank De Bleeckere                            | Belg                                          |
| 2001 | Frank De Bleeckere                            | Belg                                          |
| 2002 | Frank De Bleeckere                            | Belg                                          |
| 2003 | Frank De Bleeckere                            | Belg                                          |
| 2004 | Johan Verbist                                 | Belg                                          |
| 2005 | Paul Allaerts                                 | Belg                                          |
| 2006 | Paul Allaerts                                 | Belg                                          |
| 2007 | Jérôme Efong Nzolo                            | Belg                                          |
| 2008 | Jérôme Efong Nzolo                            | Belg                                          |
| 2009 | Jérôme Efong Nzolo                            | Belg                                          |
| 2010 | Frank De Bleeckere                            | Belg                                          |
| 2011 | Frank De Bleeckere                            | Belg                                          |
| 2012 | Frank De Bleeckere                            | Belg                                          |
| 2013 | Jérôme Efong Nzolo                            | Belg                                          |
| 2014 | Johan Verbist                                 | Belg                                          |
| 2015 | Sébastien Delferière                          | Belg                                          |
| 2016 | Sébastien Delferière                          | Belg                                          |
| 2017 | Sébastien Delferière                          | Belg                                          |
| 2018 | Jonathan Lardot                               | Belg                                          |
| 2019 | Erik Lambrechts                               | Belg                                          |
| 2020 | Geen uitreiking door niet afwerken competitie | Geen uitreiking door niet afwerken competitie |
| 2021 | Jonathan Lardot                               | Belg                                          |
| 2022 | Erik Lambrechts                               | Belg                                          |
| 2023 | Jonathan Lardot                               | Belg                                          |
| 2024 | Jonathan Lardot                               | Belg                                          |
| 2025 | Bram Van Driessche                            | Belg                                          |